# Aribert d'Intimiano
Pour les articles homonymes, voir Aribert (homonymie).
Aribert d'Intimiano (italien : Ariberto da Intimiano), mort le 16 janvier 1045 à Monza, fut archevêque de Milan de 1018 à sa mort.

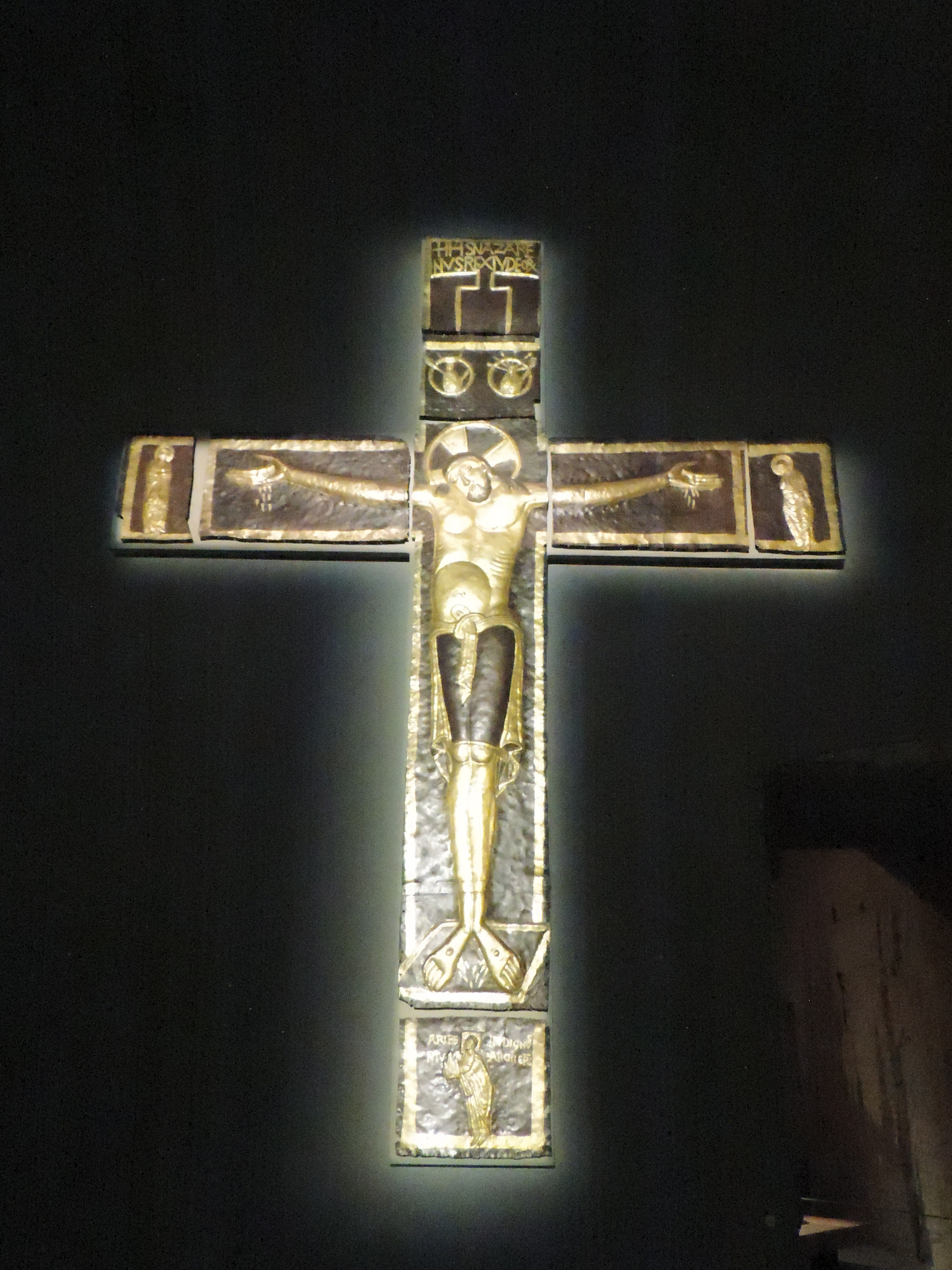
Crucifix d'Aribert.

## Biographie
- Notices d'autorité :   - VIAF
  - ISNI
  - IdRef
  - LCCN
  - GND
  - Italie
  - Vatican
  - WorldCat